# Kreuzattaschenbecken von Hennickendorf
Das Kreuzattaschenbecken von Hennickendorf ist ein Becken aus der Bronzezeit. Es wurde bei kultischen Anlässen oder Treffen als Gefäß für berauschende Flüssigkeiten verwendet.
Der Fundort des Beckens liegt im Landkreis Märkisch-Oderland, Brandenburg am nordöstlichen Ufer des großen Stienitzsees auf einem sandigen Hügel, wo es nur wenige Fuß unter der Oberfläche lag.
Der Hügel bildet eine Landzunge in den See, südlich begrenzt vom Flüsschen Pose und nördlich vom Stienitzsee. Der Hügel formt eine nach drei Seiten abgegrenzte natürliche Hochburg aus, die nur westlich mit Land verbunden ist. In diesem Bereich wurden bereits vor dem Fund des Beckens 1886 durch den ansässigen Ziegeleibesitzer Funde aus vorgeschichtlicher Zeit über den Abbau von Geschiebesand gemacht. Die bronzezeitlichen Scherben, Asche, Kohle, Tierknochen und die schwarzgefärbten Brandstellen im hellen Sand und darin liegenden zersprungenen und gebrochenen Steine weisen auf eine Siedlungsstelle hin. Mittig dieser Siedlungsstelle wurde das Becken nur wenig unter der Oberfläche gefunden; genauere Angaben zu den Fundumständen fehlen jedoch.

## Das Becken
Das Becken wurde in einem guten Zustand geborgen und ist nahezu unbeschädigt. Es hat eine rundovale Form mit leicht einziehendem Rand und einem breiten Standring. An das Becken sind jeweils zwei getrennt angebrachte, dennoch sehr dicht aneinanderliegende, Kreuzattaschen genietet.
Jede Kreuzattasche ist dabei mit drei kegelförmigen Nieten an den Enden mit dem Gefäß verbunden, ein Niet fehlt. Die Kreuzattaschen liegen kurz unter dem Rand, die kreisförmigen Ösen stehen zum Großteil darüber hinaus. Die Unterseite ist flach, das Profil nahezu spitztrapezförmig. Der Ösenhals verläuft buckelartig in den Armbereich der Kreuzattaschen über und darin aus. Die Kreuzattaschenarme verlaufen horizontal zum Beckenrand, die Kreuzattaschenfüße stehen vertikal dazu. Die Arme sind deutlich kürzer als die Füße. Die Enden sind im Fußbereich etwas verbreitert auslaufend, auch die Arme sind zu den Enden hin verbreitert. Verzierungen an den Kreuzattaschen sind nicht vorhanden.
Zu dem Becken gehören zwei halbrund gebogene, rundstabige und bewegliche Henkel. Die Enden sind zunächst ein wenig nach innen gebogen, um eine runde Einlage für die Ösen zu bilden; sie laufen nach oben gerichtet leicht spitz aus. Der Rand des Beckens ist mit einer Reihe umlaufend alternierender Kerben versehen, darunter schließen sich vier Rillen und abschließende Hängebögen an. Das Randmuster verläuft ununterbrochen unter den Ösen entlang, die Kreuzattaschenarme setzen erst kurz darunter an. Der Rest des Beckens ist verzierungsfrei, das Becken selbst sehr dünn getrieben. In der Höhe misst das Becken 11,4 cm mit einem Durchmesser von 24,8 cm bei einem Gewicht von 1075 g.
Das Becken stammt aus der Fundstreuung einer Siedlungsstelle, wo es nicht tief im Sand verborgen war. Der Umstand der Auffindung war zufällig und eine genaue Beschreibung der Lage des Beckens im Sand und eine fotografische oder zeichnerische Dokumentation erfolgte nicht. Somit sind auch keine Hinweise erhalten, ob das Becken stehend, nach unten gekippt oder auf der Seite liegend im Boden lag, was Aufschluss über den Umstand einer absichtlichen Deponierung oder dem zufälligen Verlust durch nachstürzendes Erdreich geben kann. Anzeichen einer Grube oder Beifunde von Knochenmaterial, Ton- oder weiteren Bronzegefäßen bei dem Becken sind nicht bekannt. Da das Becken also ohne direkt nachvollziehbaren Befundzusammenhang und Vergesellschaftungsfunde gehoben wurde, ist es, als Einzelfund betrachtet, nur über seine Lage in der Umgebung zu deuten und über seine Einzelmerkmale weiter im Vergleich mit anderen Becken der Gruppe B1 zeitlich einzuordnen.
Die bis 2011 insgesamt etwa 60 bekannt gewordenen Bronzegefäße dieses Typ, streuen vom mittleren Osteuropa bis nach Schottland und Dänemark – mit Ausnahme Norddeutschlands. Umso faszinierender sind die vier über- und ineinander gestapelten Becken von Norderstapel. Neben dem Becken von Zepernick stellt Hennickendorf das einzige Becken der Gruppe B1 in Brandenburg dar. Das nächstliegend gefundene Becken ist das von Podgórnik (Seifenau) aus Schlesien in Polen, das verschollen ist. Zwei weitere Becken der Gruppe B1 aus dem Bereich des nordischen Kreises, an den Hennickendorf im südlichen Bereich grenzt, kommen aus Hvedholm und Vester Skjerninge Fünen/Dänemark.

## Herstellung
Der 1916 in Radewell gefundene Kreuzattaschenkessel stammt aus Siebenbürgen. Vergleichsfunde datieren ihn ins frühe 9. Jahrhundert v. Chr. Sein Herstellungsgebiet gehört zum ostungarischen Werkstattgebiet. Im 11. Jahrhundert v. Chr. entstehen dort die ersten Kessel, die noch dreieckige Attaschen aufweisen. Die Toreutik entfaltet im 10. Jahrhundert v. Chr. in Ostungarn ihren Höhepunkt mit der Herstellung von verzierten Eimern und den Frühformen der Kreuzattaschenbecken mit sogenannten Zwillingsattaschen. Um 900 v. Chr. drangen Reiternomaden ins Karpatenbecken ein und brachten die blühende spätbronzezeitliche Kultur zum Erliegen. Die Tradition der Gefäßtoreutik wird dann einerseits im Ostalpenraum (Slowenien, Istrien) und in Italien und andererseits im Ostseegebiet fortgesetzt.